# Teutonia setifera
Teutonia setifera är en kvalsterart som beskrevs av Hebeeb 1958. Teutonia setifera ingår i släktet Teutonia och familjen Teutoniidae. Inga underarter finns listade i Catalogue of Life.